# Семена прошлого
Семена прошлого — четвёртый роман американской писательницы Вирджинии Эндрюс из серии «Доллангенджеры» в жанре семейной саги. Издан в 1984 году. История заключена в нескольких книгах Эндрюс: «Цветы на чердаке», «Лепестки на ветру», «Сквозь тернии» и «Семена прошлого», а также приквела «Сад теней».
Повествование продолжается от лица героини Кэти, которой уже 52 года, то есть события протекают в 1997—2001 годах.
12 апреля 2015 года вышла экранизация романа с одноимённым названием.

## Сюжет
История начинается спустя 15 лет после событий в предыдущей части «Сквозь тернии». Кэти и Крис приезжают в дом сына Барта, чтобы отпраздновать его 25-летие. Дом в точности повторяет сгоревший в «Лепестки на ветру» дом Фоксвортов. Кэти и Крис встречают дворецкого — родного брата их матери Джоэла, которого считали погибшим. Барт относится к Джоэлу как к отцу, и слушает его проповеди о религии.
Вскоре приезжают 30-летний брат Барта Джори с беременной супругой Мелоди и их младшая 16-летняя приёмная сестра Синди. После случайной аварии Джори оказывается парализован ниже пояса и оставляет карьеру в балете. Его жена Мелоди тяготится мужем-инвалидом и заводит роман с Бартом. Кэти не удаётся восстановить мир в семье. Мелоди на Рождество производит на свет двойню — мальчика Даррена и девочку Дейдру, которые напомнили Кэти о её погибших сестре и брате — близнецах Кори и Кэри. Она принимает заботу о детях, а Мелоди уезжает в Нью-Йорк.
Барт предостерегает Синди о добрачных половых актах под крышей его дома и избивает двух ухажёров сестры. Она устаёт терпеть агрессивные выходки Барта и уезжает в Нью-Йорк, чтобы пойти в школу.
Кэти и Крис наняли медсестру Тони по уходу за Джори. Барт заводит интрижку с Тони и добреет под влиянием нового чувства. Под влиянием Джоэла Барт вновь портит отношения с родными и Тони. Роман Джори с медсестрой выводит его из депрессии после развода с Мелоди.
Барт по совету Джоэла строит часовню для посещения её всей семьёй по воскресеньям. Кэти и Крис не разделяют религиозной одержимости Барта и запрещают ему тайно приносить близнецов в церковь, опасаясь за их безопасность. Барт не слушает их, и тогда Кэти решает уезжать из дома с детьми и внуками после двух лет жизни в нём.
Крис погибает в автомобильной катастрофе, как и отец. На похоронах Барт произносит трогательную речь, называет Криса хорошим отцом, несмотря на их разногласия в жизни. Кэти подавлена смертью Криса и отдаляется от родных. Барт становится телевангелистом и путешествует по миру. Джоэль вернулся в итальянский монастырь доживать свои дни. Джори и Тони поженились и ждут ребёнка.
Кэти на чердаке садится у окна, украсив комнату бумажными цветами, и вспоминает Криса, мать, бабушку, брата и сестру, их общую историю на чердаке. Погрузившись в воспоминания, Кэти умирает.

## Экранизация
12 апреля 2015 года вышла экранизация романа с одноимённым названием.